# La creación del Patriarcado
La creación del Patriarcado (The Creation of Patriarchy) es un libro de ensayo escrito por Gerda Lerner en 1986 como una explicación de los orígenes de la misoginia en la antigua Mesopotamia y las siguientes sociedades occidentales. Lerner rastrea las "imágenes, metáforas [y] mitos" que conducen a la existencia de conceptos patriarcales en la sociedad occidental. Considera que la creación del patriarcado fue en el Antiguo Oriente Próximo en un período de 2500 años desde alrededor del 3100 a. C. hasta el 600 a. C.
En el texto, Lerner argumenta que históricamente las mujeres han jugado un papel importante en su  sometimiento, ya sea por supervivencia, ya para recibir los beneficios de clase y, más modernamente, de raza, ya por otras razones. 
Afirma que es probable que las mujeres aceptaran tareas segregadas por sexo en sus sociedades mucho antes de que esto condujera a la opresión basada en el sexo.
Lerner también argumenta que la existencia de la misoginia en las sociedades no se debe a diferencias biológicas o psicológicas entre hombres y mujeres, sino que tiene explicaciones históricas. Afirma que dado que el patriarcado "tiene un comienzo en la historia", "puede terminar mediante un proceso histórico".

## Contenido
El libro contiene once capítulos. Cada capítulo rastrea un aspecto diferente del desarrollo de las principales ideas, símbolos y metáforas mediante los que las relaciones patriarcales de género se incorporaron a la civilización occidental.
Introducción
1. Los orígenes sostiene que la formación de la propiedad privada y la sociedad de clases se produjo después de la apropiación de las capacidades sexuales y reproductivas de las mujeres .
2. Una hipótesis de trabajo afirma que los estados más antiguos tenían un gran interés en mantener una estructura familiar patriarcal porque se organizaban a partir de ella.
3. Esposa suplente y peón afirma que los hombres aprendieron a subyugar a otros grupos practicando el dominio sobre las mujeres, y que esto se expresó a través de la esclavitud, comenzando con la esclavitud sexual de las mujeres de los grupos conquistados.
4. La esclava afirma que, de acuerdo con muchos códigos legales antiguos diferentes, los estados imponían la subordinación sexual de las mujeres a través de la fuerza, la dependencia económica, los privilegios de clase y la división artificial entre mujeres "respetables" y "no respetables".
5. La esposa y la concubina  argumenta que las diferencias de clase existen para los hombres en función de su relación con los medios de producción, mientras que para las mujeres se basan en sus vínculos sexuales con los hombres que les otorgan recursos materiales. Este capítulo también afirma que las leyes definieron a las mujeres "respetables" como apegadas a un hombre y a las mujeres "no respetables" como aquellas que no estaban apegadas a un solo hombre o a ningún hombre, y que estas leyes se institucionalizaron mediante el velo de las mujeres.
6. La ley del velo explica que mucho después de que las mujeres se subordinaran a los hombres en la mayoría de los aspectos de sus vidas, el poder metafísico femenino, especialmente el parto, todavía era adorado por mujeres y hombres en forma de diosas poderosas y que las mujeres desempeñaban papeles respetados como mediadoras entre humanos y dioses. Este capítulo también describe el proceso histórico desde el principio, la invención de la realeza en el Cercano Oriente; en segundo lugar, el reemplazo de la diosa por una figura de dios masculina; tercero, comprender el control de la fertilidad no como una empresa de la diosa sino como el apareamiento del dios o Dios-Rey con la diosa o su sacerdotisa; cuarto, la división entre erotismo / sexualidad y reproducción expresada por la creación de diosas para ambas funciones; hasta finalmente, la transformación de la Diosa-Madre en "la esposa/consorte del principal Dios masculino"
7. Las diosas afirma que el monoteísmo hebreo temprano se expresó como un ataque a diferentes cultos de varias diosas de la fertilidad . Afirma que el Libro del Génesis y su escritura atribuye la creatividad a un Dios todopoderoso con títulos de "Señor" y "Rey", estableciéndolo como varón. También plantea los fundamentos de la asociación de la sexualidad femenina disociada de la procreación con el pecado y el mal.
8. En Los patriarcas explica que el dominio de los gobiernos dominados por las diosas fue sustituido por un dios masculino que se impuso gracias a la creación de fuertes monarquías. Así, la diosa pasó a ser esposa del dios.[1]
9. La alianza argumenta que hubo un establecimiento de una comunidad del pacto que simboliza y contrata una supuesta subordinación inherente de las mujeres en la relación entre el dios monoteísta y la humanidad. A través de esto, las mujeres fueron excluidas de la alianza metafísica y de la comunidad de la alianza terrenal, llevándolas a acceder únicamente a dios y a la comunidad santa como madres.
10. En Símbolos expone que esta devaluación simbólica de la mujer en relación con lo divino pasa a ser parte del inconsciente colectivo de Occidente junto con la suposición de que las mujeres son seres humanos incompletos de un orden diferente e inferior al de los hombres, tal como lo describe Aristóteles.[1]
11. El origen del patriarcado  es un capítulo resumen de lo expuesto.

## Recepción
El libro se lee y se enseña en cursos de estudios de género y de la mujer Los argumentos presentados en este libro han sido considerados "provocadores" y "sugestivos". Se afirmó que era "un libro fascinante y bien informado"; que el libro era un logro tremendo, que serviría a todos de manera útil y provocativa. Por el contrario, también se dijo que el libro no era suficiente para explicar el desarrollo del patriarcado occidental.
Catharine R. Stimpson, profesora de la Universidad de Rutgers, afirmó que el libro tiene "la audacia, la autoridad y la riqueza de El segundo sexo.
El libro ganó el Premio Joan Kelly de 1986 de la Asociación Histórica Estadounidense.